# Pispala
Pispala est une partie de la ville de Tampere en Finlande situé à environ 2 kilomètres du centre-ville. 

## Présentation
Pispala est composé de deux quartiers Ylä-Pispala et Ala-Pispala.
Pispala a la particularité d'être placé sur et tout autour d'une colline de sable, un esker appelé Pispalanharju. 
Il s'agit d'une des plus hautes crêtes glaciaires de Finlande.

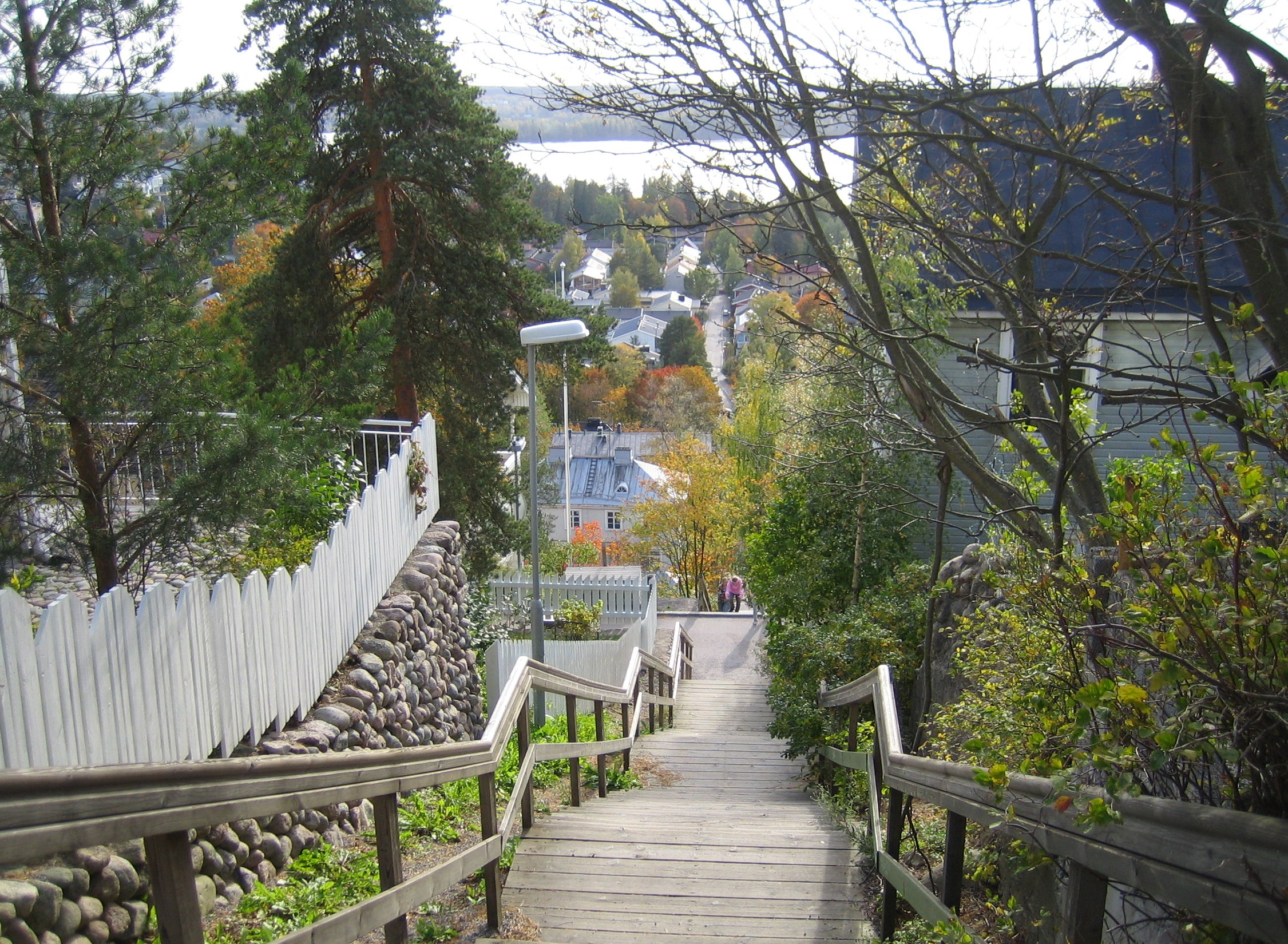
Pispala

## Histoire
La dénomination Pispala vient de la Maison de Pispa, où résidaient les évêques pendant leurs voyages.
Jadis, Pispala était un village indépendant situé sur la commune de Pirkkala. L'activité y était plutôt rurale. 
Avec le développement industriel de Tampere, le travail de la terre disparut petit à petit cédant sa place à l'industrie. 
De cette mutation, il résulte une architecture unique.
Le village de Pispala fut annexé à la ville de Tampere en 1937.

## Tourisme
Avec Pyynikki, situé à proximité, Pispala est considéré comme un des plus beaux quartiers de Tampere. Effectivement, le quartier domine les deux principaux lacs de la ville : Näsijärvi et Pyhäjärvi. Du sommet de la colline la vue est magnifique. D'ailleurs, il est fréquent d'y croiser quelques touristes tout au long de l'année. Guidés par l'Office de Tourisme de Tampere.
Un monument à la mémoire du poète finlandais Lauri Viita se trouve dans le parc "pyykkipuisto", square qui est le point culminant de la colline.
Enfin, toujours touristiquement parlant, le quartier regorge de friches industrielles et permet de retracer une partie de l'histoire de la ville. Parmi celles-ci, on peut admirer une tour qui est, dans le même temps, humble et majestueuse : Pispalan haulitorni.

## Culture

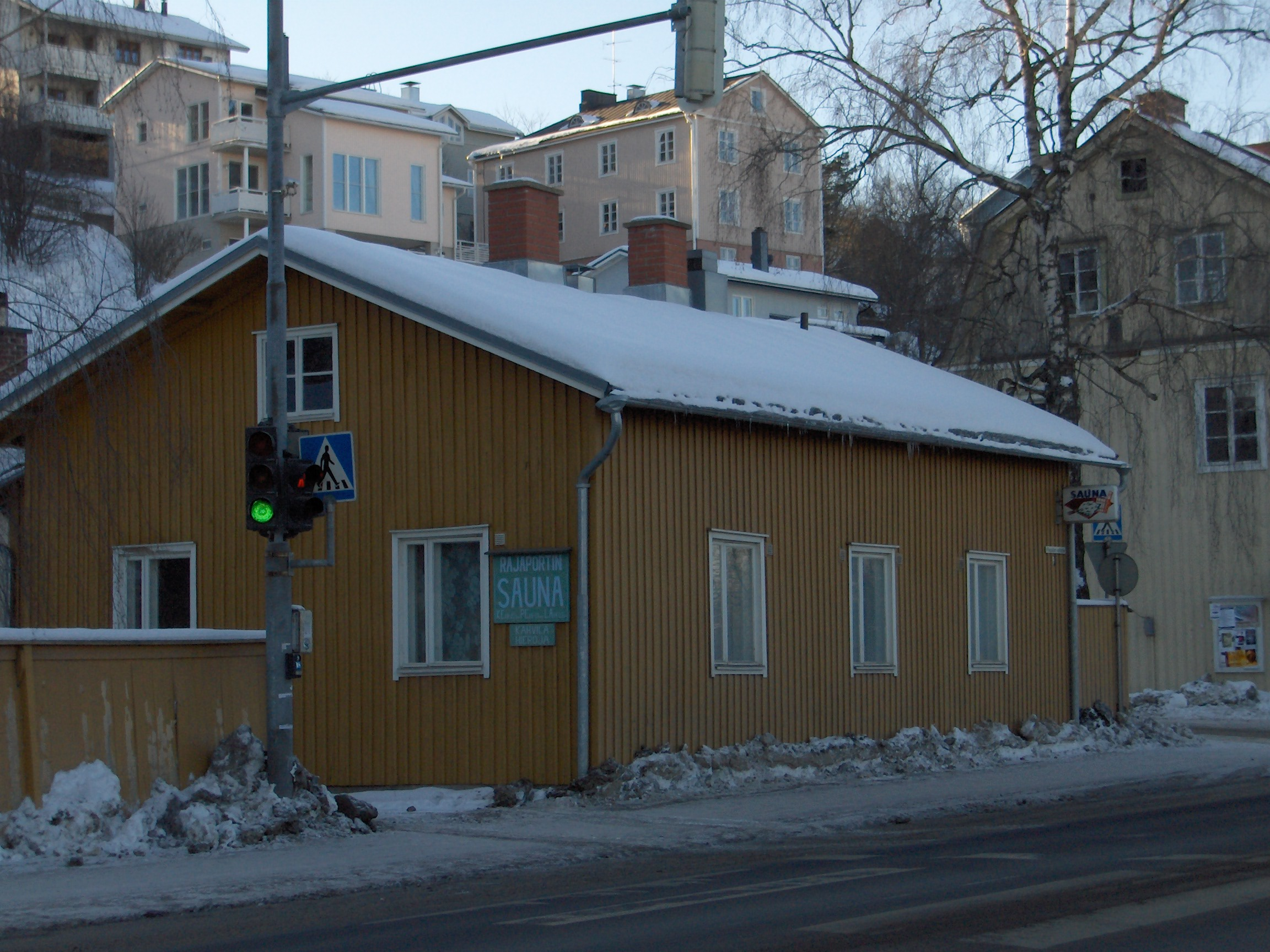
Vue du sauna public Rajaportin sauna de l'artère principale du quartier. Ce bâtiment est en fait un café. Le sauna proprement dit se trouve derrière.

À Pispala est situé le plus ancien sauna public de Finlande encore en activité : Rajaportin sauna. Celui-ci fut ouvert en 1906 ; il appartenait à cette époque à la commune de Tampere. De nos jours, il est géré par l'Association du Sauna de Pispala (finnois : Pispalan saunayhdistys ry.).
Beaucoup d'artistes finlandais de renommée ont habité ou habitent Pispala. Parmi eux on peut compter les poètes Lauri Viita (dont le musée dédié à sa mémoire est situé dans le quartier) et Aaro Hellaakoski, les chanteurs Olavi Virta et Mikko Alatalo ou l'écrivain Hannu Salama.
L'écrivain F.E. Sillanpää, Prix Nobel de littérature, a situé son livre Hiltu et Ragnar (1923) à Pispala.
Le film d'animation Le Papillon de l'Oural, réalisé en 2008 par Katariina Lillqvist, une autre habitante du quartier, se déroule aussi à Pispala. Il retrace la vie du quartier et celle de Tampere durant la guerre civile finlandaise (1918). La résistance "rouge" des habitants du quartier contre la cruauté "blanche" de Mannerheim.

## Vie de quartier
Entre le calme de ces rues piétonnes et escaliers, ses quelques maisons anciennes encore préservées ou ses vues magnifiques, Pispala est un quartier relativement agréable à vivre. De plus, sa proximité avec le centre-ville fait que les liaisons avec les lignes de bus sont fréquentes et régulières. Cette proximité permet aussi un accès facile par bicyclette. De ce fait, le quartier est peuplé d'une population assez jeune. Une population que l'on pourrait classifier entre bobo et hippy. On pourrait même dire que maintenant, il souffre de gentrification, avec des loyers relativement élevés.
En fait Pispala est comme une petite ville dans la ville, un village assez animé. À titre d'exemple, un carnaval a lieu chaque année ainsi qu'un festival folk, sans parler des manifestations régulières proposées par Kurpitsa Talo, le centre d'art contemporain de Hirvikatu, la bibliothèque du quartier ou encore le club Vastavirta (à contre-courant).